# Poggio Filippo
Poggio Filippo è una frazione di circa 150 abitanti del comune di Tagliacozzo (AQ), nella Marsica, in Abruzzo.

## Geografia fisica
Il paese sorge su un colle del monte San Nicola ad un'altitudine di 1 055 m s.l.m.. Il suo territorio, situato tra i piani Palentini e la Marsica occidentale, è dominato a nordest dalle vette del monte Velino. Confina a sud-sudovest con le località di Sorbo, Camerata e Colle San Giacomo e a nord con il paese di San Donato.
Dista circa 4,5 chilometri dal capoluogo comunale.

## Origini del nome

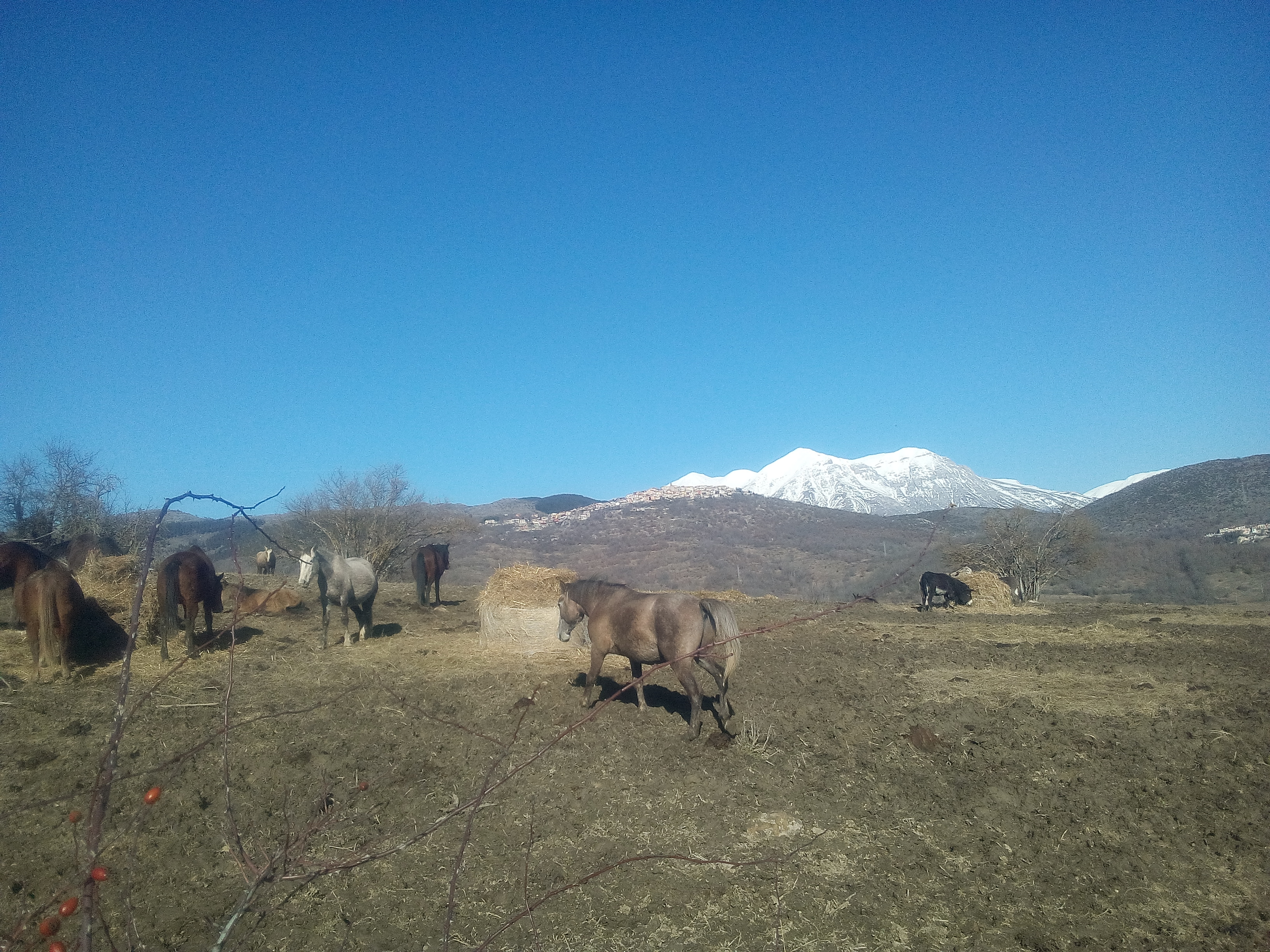
Il territorio montano di Poggio Filippo, sullo sfondo le cime innevate del monte Velino

Il centro originario appare citato nei documenti storici semplicemente come "Podium". Acquisì il nome di "Podium de Sancto Ausino" dall'intitolazione di una chiesa, toponimo trascritto dagli autori storici come "Poggio Sant'Anzino" o "Poggio Sant'Anso". Dal Basso Medioevo acquisì l'appellativo "Filippo" dal nome del feudatario del castello-recinto Filippo Fossa, fedele cavaliere di origine francese di Carlo I d'Angiò.

## Storia

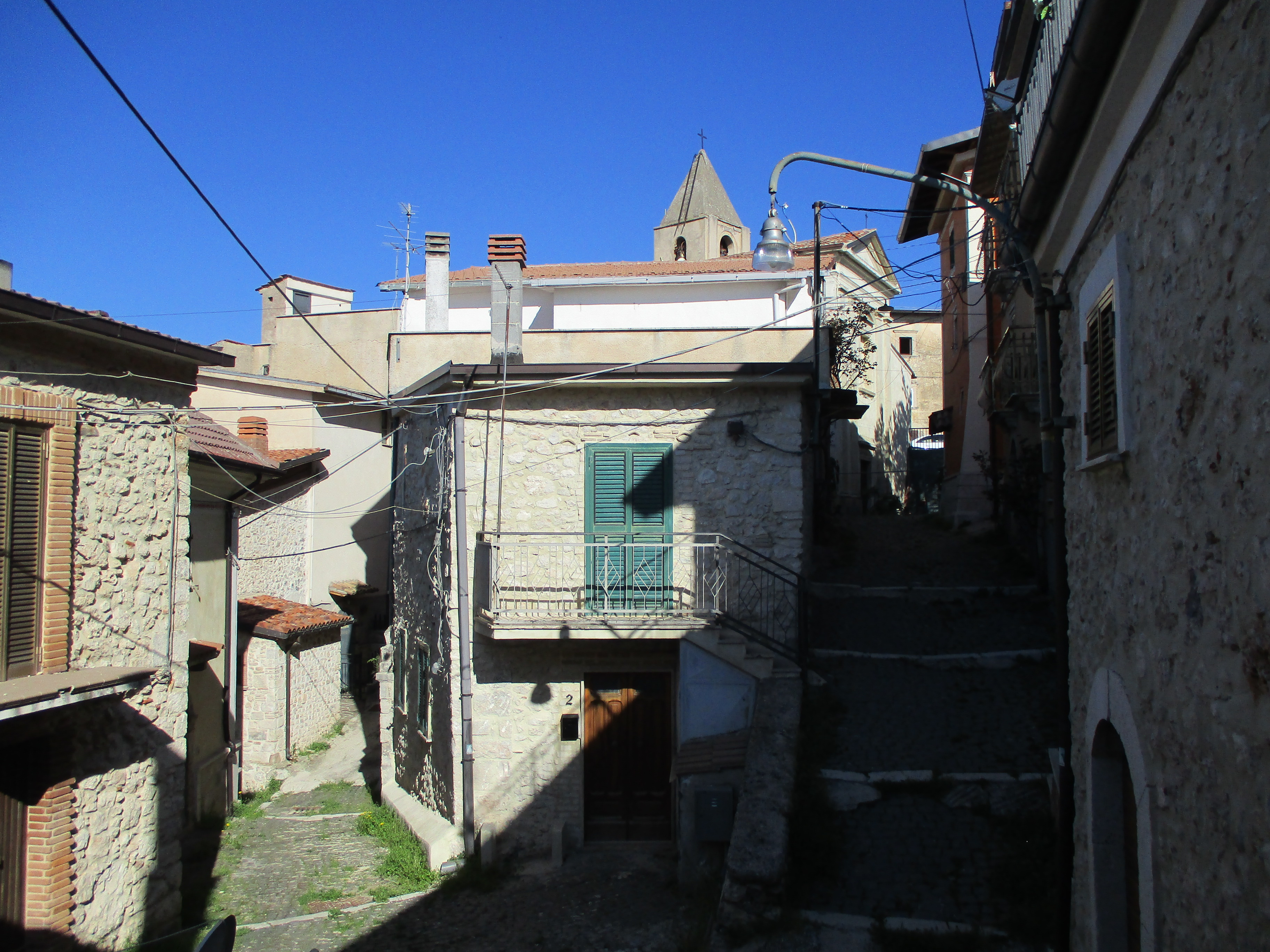
Scorcio fotografico del centro storico

Su un colle del monte Castiglione, rilievo situato tra le contemporanee frazioni di San Donato e Poggio Filippo, fu edificato in epoca preromana un centro fortificato a quota 1028 m s.l.m. in una posizione strategica al confine degli Equi con i Marsi.
Durante il periodo medievale il paese fu edificato intorno al castello-recinto, risalente tra il X e il XII secolo.
Nel Basso Medioevo risultò governato da diversi feudatari della famiglia De Ponte. In seguito alla vittoria di Carlo I d'Angiò della battaglia di Tagliacozzo del XIII secolo il centro risultò controllato da Filippo Fossa (riportato anche come Filippo Fos), suo fedele cavaliere di origine francese. Poggio acquisì l'appellativo di Poggio Filippo.
Successivamente il centro riconobbe il predominio degli Orsini così come avvenne nelle contee di Tagliacozzo e Albe.
Negli ultimi anni del XV secolo il paese, che risulta citato anche con i toponimi di "Podium Philippi" o "Poggio San Filippo", seguì le sorti del ducato di Tagliacozzo in cui si registrò l'avvicendamento al potere della famiglia Colonna. La locale universitas mantenne l'autonomia fino all'abolizione dei feudi e nel 1811 venne inclusa nel mandamento e nel comune di Tagliacozzo.
Il terremoto della Marsica del 1915 fece registrare numerose vittime e gravi danni al patrimonio architettonico. Il 29 settembre 1922 a Poggio Filippo e nelle limitrofe frazioni tagliacozzane, si verificò una vera e propria rivolta contro gli amministratori del capoluogo comunale rei di aver lasciato senza corrente elettrica e adeguate strade le piccole frazioni montane. La rivolta causò una sessantina di arresti, tuttavia nel giro di pochi mesi Poggio Filippo, San Donato e i paesi limitrofi furono dotati dei servizi richiesti. In particolare, lungo la vecchia mulattiera, fu costruita la strada di collegamento con la città di Tagliacozzo.

## Monumenti e luoghi d'interesse

### Architetture religiose

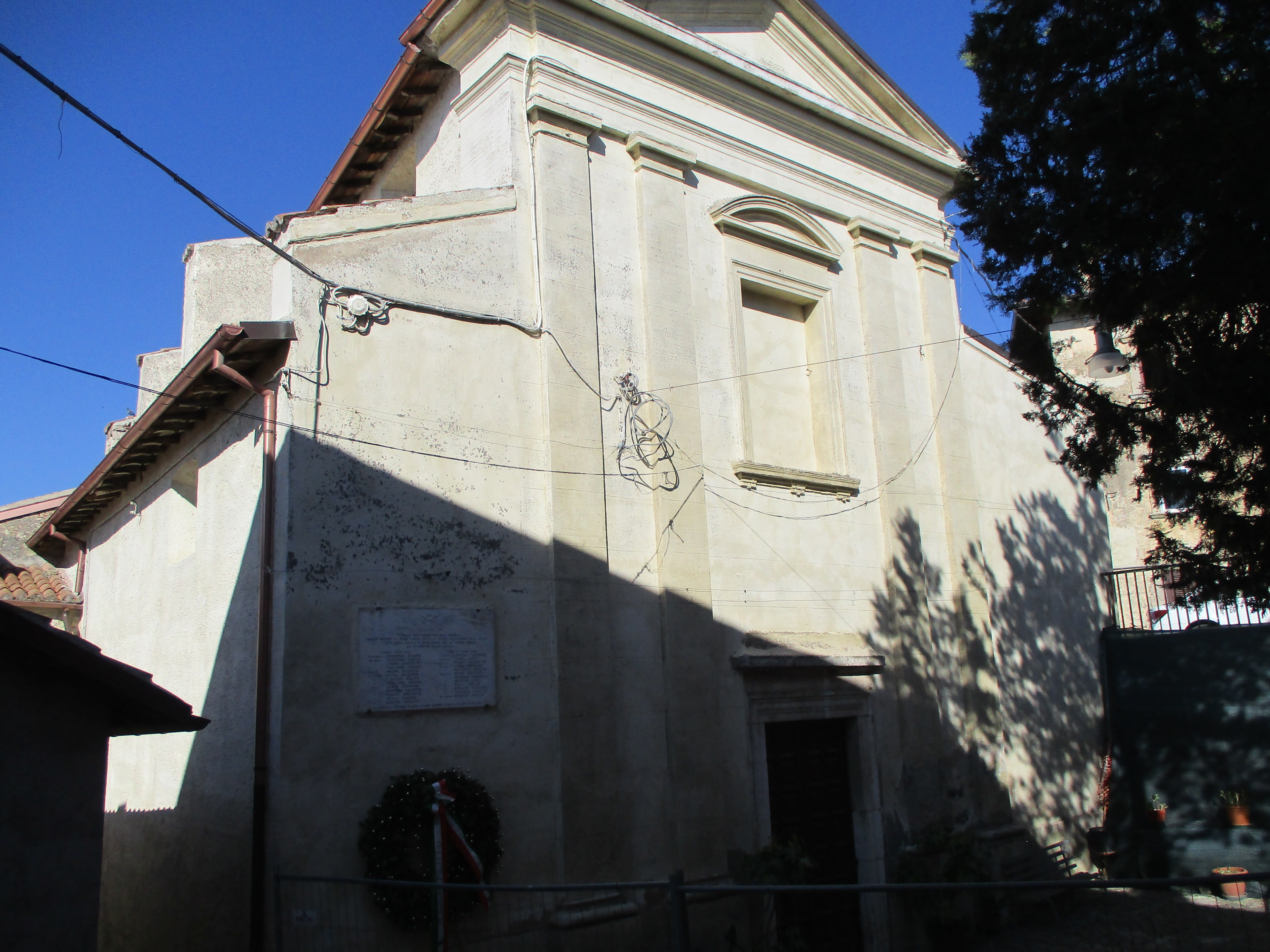
Chiesa di Sant'Ansuino

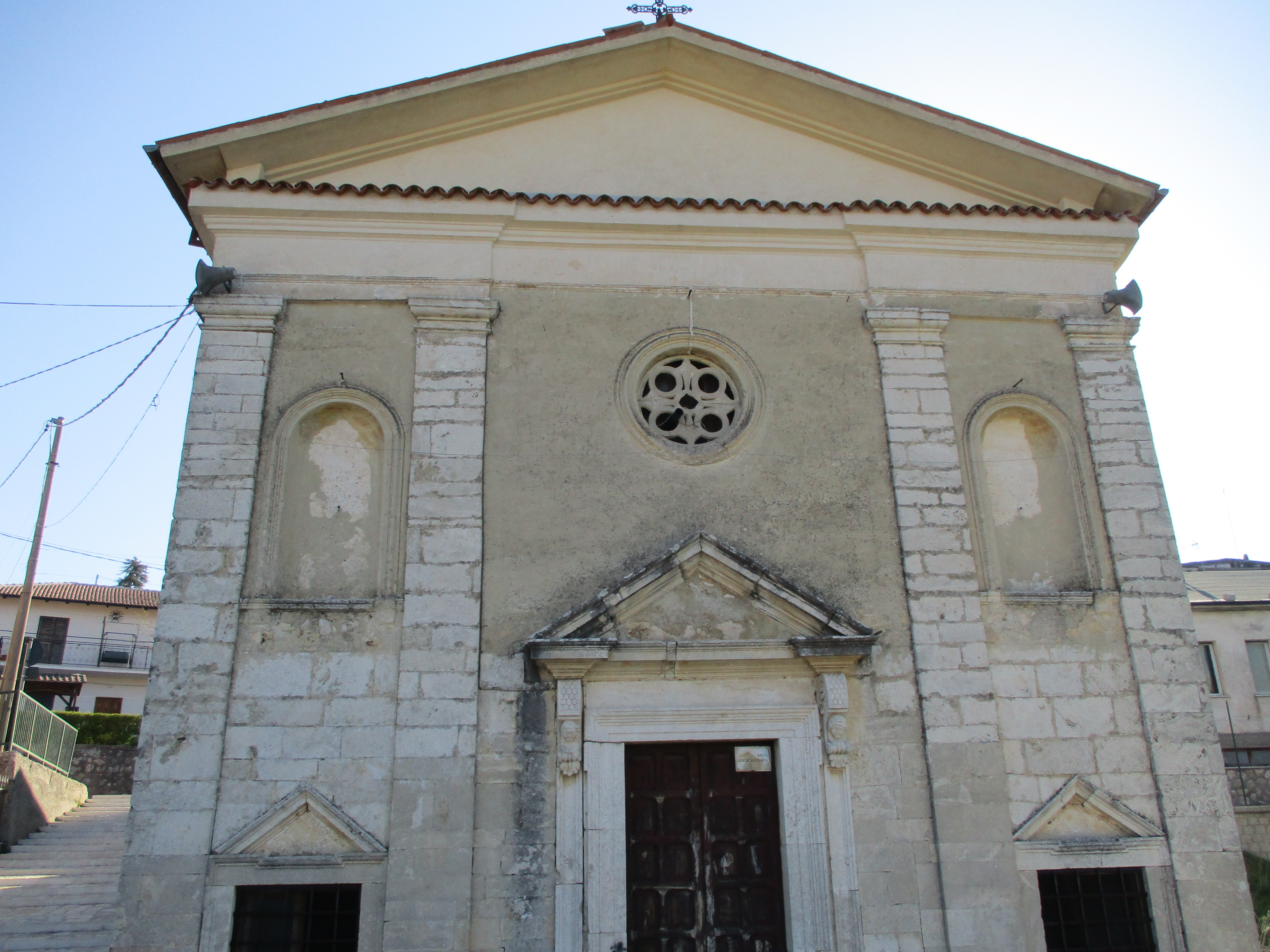
Chiesa di Santa Maria delle Grazie

Chiesa di Sant'AnsuinoLa chiesa parrocchiale, riportata in alcuni documenti storici con il titolo di Sant'Anzuino, venne edificata nella seconda metà del Settecento. Dotata di tre navate è affiancata posteriormente da un campanile a base quadrata. L'edificio di culto è situato nella parte alta del nucleo abitato.
Chiesa di Santa Maria delle GrazieEdificio di culto a base rettangolare, con ogni probabilità venne edificata verso la fine del XVI secolo.

### Architetture civili
- Ruderi della torre colombaia[17].

### Architetture militari
- Tracce del castello medievale inglobate in un edificio di epoca rinascimentale, ampiamente rimaneggiato, collocato nella parte più alta del paese accanto alla chiesa principale[18].

### Aree naturali
- Monte Velino
- Piani Palentini

## Società

### Tradizioni e folclore
La festa delle Tre Marie è una tradizionale processione che risalirebbe all'anno 1639. Le celebrazioni religiose vengono organizzate insieme agli abitanti dei borghi confinanti di Gallo e San Donato nell'ottava di Pasqua. 
La festa patronale dei Santi, dedicata a sant'Ansuino, sant'Anna, sant'Antonio abate, Sacro Cuore di Gesù, si svolge nella seconda metà di agosto.

## Economia
La sua economia è prevalentemente agricola, con la coltivazione della terra a grano, orzo o patate di montagna.
La pastorizia è un settore molto redditizio grazie ai derivati ovini (latte e formaggi). Il turismo, specie nel periodo estivo con il ritorno degli emigrati e dei villeggianti, è un settore che riveste molta importanza per il paese.